# Viajar (canal de televisión)
Viajar fue un canal de televisión por suscripción español, propiedad de The Walt Disney Company y operado por Disney Channels Worldwide.

## Historia
Viajar fue un canal de viajes lanzado el 1 de octubre de 1997 por Sogecable (hoy Prisa TV). Su programación incluye producciones nacionales e internacionales sobre viajes y turismo, además de espacios de producción propia.

### Versión en alta definición
Desde el 21 de diciembre del 2010 Viajar poseía señal en alta definición, Viajar HD.

### Venta de la cadena
En el mes de noviembre de 2011, Prisa TV vendió la cadena a la empresa Fox International Channels para reducir sus deudas. Con el cambio de propietario la cadena luce un nuevo logotipo ligeramente modificado.

### Cese de emisiones
El canal finalizó sus emisiones el 1 de enero de 2022 a las 01:05 a. m. junto a Fox Life, trasladando el contenido a National Geographic.